# Loke (seriefigur)
Loke, engelska Loki, är en seriefigur och superskurk som dyker upp i serietidningar av Marvel Comics. Han är adoptivbror, samt ärkefiende, till superhjälten Thor. Hans namn är baserat på den nordiska guden med samma namn. Figuren hade sin första historiska medverkan i Venus #6 (1949) och sin första moderna medverkan i Journey into Mystery #85 (1962). Han skapades av Stan Lee, Larry Lieber och Jack Kirby.
Loke rankades år 2009 som nummer 8 i IGN:s lista över de 100 bästa serietidningsskurkarna någonsin.
I filmerna Thor (2011), The Avengers (2012), Thor: The Dark World (2013), Thor: Ragnarök (2017), Avengers: Infinity War (2018) och Avengers: Endgame (2019) spelas Loke av Tom Hiddleston. Hiddleston återvände för att skilda rollen i Disney+ serien Loki (2021).